# Ugo Amaldi
Ugo Amaldi (Verona, 18 aprile 1875 – Roma, 11 novembre 1957) è stato un matematico italiano.

## Biografia
Laureatosi ventitreenne in Matematica all'Università di Bologna sotto la guida di Salvatore Pincherle, fu nominato cinque anni più tardi, nel 1903, professore di Algebra e Geometria analitica presso l'Università degli Studi di Cagliari. 
Si trasferì poi all'Università degli Studi di Modena (1906-1919), a quella di Padova (1919-1924) e infine alla Sapienza-Università di Roma, dapprima nella Facoltà di Architettura (1924-1942) e in seguito in quella di Scienze (1942-1944). Lavorò principalmente sulla teoria dei gruppi continui di trasformazioni: di ciò trattano, tra l'altro, due corpose memorie (1912-1913 e 1918) e un volume di lezioni (Roma, 1942-1944). 
Apprezzato trattatista, collaborò con i matematici Tullio Levi-Civita e Federigo Enriques, dando un contributo originale e sostanziale alla pubblicazione di numerose opere e trattati scientifici. Socio dell'Accademia dei Lincei e di altre istituzioni scientifiche, era considerato persona di indole pacata e imparziale, di sincera e non ostentata religiosità.
Fratello dello psichiatra Paolo, sposò Luisa Basini, da cui ebbe tre figli, tra cui il fisico Edoardo, che fece parte dello storico gruppo dei  ragazzi di via Panisperna. Un suo consistente fondo librario è presente presso la Biblioteca del Dipartimento di Matematica Guido Castelnuovo dell'Università di Roma La Sapienza.

## Opere
- Ugo Amaldi e Tullio Levi-Civita, Lezioni di meccanica razionale (Padova: "La litotipo", editrice universitaria, 1920)
- Ugo Amaldi e Federigo Enriques, Elementi di geometria ("Zanichelli", 1904)
- Ugo Amaldi e Tullio Levi-Civita, Compendio di meccanica razionale (Bologna, N. Zanichelli, 1928) v. 1 Cinematica: principi e statica (edizione del 1938) ; v. 2: Dinamica: cenni di meccanica dei sistemi continui (edizione del 1938)